# Brachycephalus garbeanus
Brachycephalus garbeanus é uma espécie de anfíbio da família Brachycephalidae. Endêmica do Brasil, pode ser encontrada apenas na Serra de Macaé no município de Nova Friburgo, no estado do Rio de Janeiro. Considerada um sinônimo de Brachycephalus ephippium em 1955, foi elevada a espécie distinta em 2010.